# Ultramar Festival

Ultramar Festival fue un festival de música electrónica que se celebró tradicionalmente en Cartagena, Colombia durante la primera semana de enero. Se estuvo celebrando en diversos lugares de la ciudad desde el año 2004 hasta el 2013, caracterizándose por su formato de duración. Se trata de uno de los festivales más importantes de América Latina.
En este festival han participado más de 130 artistas internacionales como por ejemplo Armin Van Buuren, David Guetta, Tiësto, Paul van Dyk, Ferry Corsten, Roger Sánchez, Sasha, Deep Dish, Richie Hawtin y Axwell.[cita requerida] En el año 2008 UltraMar Festival realizó un evento único junto a Summer Dance Festival, otro importante festival de la ciudad de Cartagena siendo una de las mejores ediciones del festival, el cual recibió el nombre de UltraSummer Festival.
El creador de UltraMar Festival fue el Dj Moss ha compartido la consola con artistas como: Carl Cox, Armin Van Buuren, Sasha, Roger Sánchez, John Digweed, Paul van Dyk, Tiesto, David Guetta, Hernán Cattáneo, Sharam, Sander Kleinenberg, Mauro Picotto, Marco Carola, Joy Kitikonti, Wally López, Paco Osuna, Chus & Ceballos, entre muchos otros artistas, proyectándose como Dj–Productor de gran importancia internacional.